# 清水の画伯
清水の画伯（しみずのがはく、1974年2月9日 - ）は、日本の元プロレスラー。静岡県清水市（現：静岡市清水区）出身。身長170cm。体重100kg。本名：中村 将則（なかむら まさのり）。

## 経歴
1998年にターザン後藤率いる革真浪士団に入門。
1999年1月17日、IWA・JAPAN後楽園ホール大会の対新岩大樹戦でデビュー。
2005年5月5日、ターザン後藤一派清水マリンビル大会において、ターザン後藤とタッグを組み、当時三冠ヘビー級王座とIWGPヘビー級王座を同時保持していた全日本プロレスの小島聡&本間朋晃組と対戦した。

## 得意技
- ダイビングセントーン